# Sundasciurus
Sundasciurus es un género de roedores de la familia Sciuridae. Se distribuyen por Sondalandia y Filipinas.

## Taxonomía
Se reconocen los siguientes subgéneros y especies:
- Sundasciurus:
  - Sundasciurus brookei (Thomas, 1892)
  - Sundasciurus fraterculus (Thomas, 1895)
  - Sundasciurus jentinki (Thomas, 1887)
  - Sundasciurus lowii (Thomas, 1892)
  - Sundasciurus tenuis (Horsfield, 1824)
- Aletesciurus:
  - Sundasciurus davensis (Sanborn, 1952)
  - Sundasciurus hippurus (I. Geoffroy, 1831)
  - Sundasciurus hoogstraali (Sanborn, 1952)
  - Sundasciurus juvencus (Thomas, 1908)
  - Sundasciurus mindanensis (Steere, 1890)
  - Sundasciurus moellendorffi (Matschie, 1898)
  - Sundasciurus philippinensis (Waterhouse, 1839)
  - Sundasciurus rabori Heaney, 1979
  - Sundasciurus samarensis (Steere, 1890)
  - Sundasciurus steerii (Günther, 1877)